# Apple TV+
Az Apple TV+ egy reklámmentes video on demand szolgáltatás, amelyet az Apple Inc. üzemeltet 2019. november 1. óta. A bejelentést a Steve Jobs Theaterben tartott március 25-i Apple Special Eventen tartották, ahol Apple TV+ projekttel foglalkozó hírességek léptek fel a színpadra, köztük Jennifer Aniston, Oprah Winfrey, Steven Spielberg és Jason Momoa.
Az Apple TV+ tartalmai az Apple webhelyén, illetve az Apple TV alkalmazásán keresztül tekinthetők meg, amelyet 2019-ben számos elektronikai eszközre kiterjesztettek, ideértve az Apple versenytársait is. Az Apple további tervei közé tartozik az is, hogy még több eszközre kiterjessze a szolgáltatást. Azonban az Apple nem hozott létre natív alkalmazást sem Windows, sem Android platformra, illetve egy hivatalos módszer sincs arra, hogy az Android TV vagy Chromecast eszközzel ellátott televíziókkal tudják nézni az előfizetők a szolgáltatást.
Megjelenéskor az Apple TV+ megközelítőleg 100 országban volt elérhető. A kommentátorok megjegyezték, hogy a szolgáltatás meglehetősen széles kezdeti elérhetősége előnyt kínál a többi olyan streamingszolgáltatáshoz képest, amely körülbelül egyidejűleg jelenik meg, viszont korlátozott számú országban, mint például a Disney+. Ez azért van, mert az Apple a saját tartalmát jelenteti meg a platformon, ahelyett, hogy harmadik féltől vett licencet jelentetnének meg, amit olyan szolgáltatók használnak, mint a Hulu, és ez az Apple-t nem akadályozza meg a globális terjeszkedésben.